# Werner Uhlmann
Werner Uhlmann (* 30. September 1928 in Hamburg; † 11. Februar 2011 in Würzburg) war ein deutscher Mathematiker.

## Leben
Werner Uhlmann studierte an der Universität Hamburg Mathematik und wurde dort 1955 promoviert. Er habilitierte sich 1961 an der Hamburger Universität mit einer Schrift über stochastische Prozesse für Angewandte Mathematik. Er lehrte dann an der Technischen Hochschule Braunschweig und an der Technischen Universität Karlsruhe, bevor er im Jahr 1965 einem Ruf an die Universität Würzburg folgte. Dort hatte er bis 1996, dem Jahr seiner Emeritierung, den Lehrstuhl für Statistik inne. Er gilt als einer der Begründer der statistischen Qualitätskontrolle, die seinen Forschungsschwerpunkt bildete.
Uhlmann war von 1969 bis 1971 auch Rektor der Universität Würzburg. In dieser Zeit initiierte er unter anderem Spendenaktionen, die den späteren Wiederaufbau der im Krieg zerstörten Neubaukirche einleiteten. Uhlmanns Verdienste wurden von der Universität im Jahr 1990 mit der Medaille Bene Merenti in Gold honoriert.
Der Bayerischen Hochschulplanungskommission gehörte Uhlmann von 1973 bis 1987 an, im Jahr 1976 wurde er deren Vorsitzender.
Nach seiner Emeritierung 1996 widmete Uhlmann sich stärker seiner Sammlung asiatischer und afrikanischer Blankwaffen und veröffentlichte 1999, 2001 und 2003 ein dreibändiges Werk zu dieser Thematik.

## Ehrungen
- 1971  Abdruck des Stadtsiegels der Stadt Würzburg
- 1973  Bayerischer Verdienstorden
- 1982  Verdienstkreuz am Bande des Verdienstordens der Bundesrepublik Deutschland
- 1990  Bene Merenti in Gold der Universität Würzburg
- 1991  Medaille Pro Meritis d. Bayerischen Staatsministeriums f. Unterricht, Kultus, Wissenschaft, Kunst

## Schriften (Auswahl)
Zahlreiche Buchbesprechungen und Aufsätze, u. a.
- Fehlerabschätzungen bei Anfangswertaufgaben gewöhnlicher Differentialgleichungen. Hamburg 1955, (Hamburg, Universität, Habilitationsschrift, Dissertation, vom 7. Dezember 1955).

- Über harmonische und isotrope stochastische Prozesse mit Fehlerschätzung für ein Differenzenverfahren. 1961, (Hamburg, Universität, Habilitationsschrift, vom 17. Dezember 1961; gekürzte Fassung in: Zeitschrift für Angewandte Mathematik und Mechanik. Band 41, Nr. 10/11, 1961, S. 428–447, doi:10.1002/zamm.19610411006).
- Statistische Qualitätskontrolle. Eine Einführung (= Leitfäden der angewandten Mathematik und Mechanik. 7, ZDB-ID 504059-0). Teubner, Stuttgart 1966, (2., überarbeitete und erweiterte Auflage. ebenda 1982, ISBN 3-519-12306-1).
- Statistische Schätzverfahren für Dauerfestigkeits-Versuche (= Deutsche Luft- und Raumfahrt. Forschungsbericht. 67-10 = Deutsche Versuchsanstalt für Luft- und Raumfahrt e.V. 573, ISSN 0366-9963). Zentralstelle für Luftfahrtdokumentation und -information, München 1967.
- Kostenoptimale Prüfpläne. Tabellen, Praxis und Theorie eines Verfahrens der statistischen Qualitätskontrolle. Physica-Verlag, Würzburg u. a. 1969, (2., durchgesehene Auflage. ebenda 1970, ISBN 3-7908-0015-5).

Waffenkunde
- Blankwaffen aus Ost- und Südost-Asien. Schöningh, Würzburg 1999, ISBN 3-87717-806-5.
- Blankwaffen aus Vorder-, Mittel- und Süd-Asien. Schöningh, Würzburg 2001, ISBN 3-87717-807-3.
- Blankwaffen aus Afrika. Schöningh, Würzburg 2003, ISBN 3-87717-808-1.